# Carlos Savage
Carlos Savage Suárez (Ciudad de México, 20 de mayo de 1919 - 29 de septiembre de 2000) fue un editor cinematográfico y actor mexicano. Editó, entre decenas de películas más del cine de su país, los clásicos Los olvidados, El ángel exterminador y El callejón de los milagros. Destacó por su actuación como payaso en el filme La hora de los niños.

## Biografía
Nació en el barrio de Tepito, en una familia de escasos recursos, por lo que trabajó desde pequeño. Su padre, Carlos Savage Juárez,  fue nieto del expresidente mexicano Benito Juárez y fue uno de los cadetes del Colegio Militar que acompañó al expresidente Mexicano Francisco I. Madero en la Marcha de la Lealtad. Sus hermanos Jesus Savage Suárez y Rafael Savage Suárez también trabajaron en la industria cinematográfica con él.
Carlos Savage ingresó a los estudios México Films como ayudante de su tío José Marino, quien era editor. Luego en los Estudios Nacional fue jefe de corte sincrónico y para 1938 con la película La rosa de Xochimilco se convirtió en editor. En lo sucesivo y 1995 participaría en la edición de más de mil largometrajes, cortometrajes y documentales. Fue colaborador activo de Luis Buñuel.

## Filmografía
- 1938 - El circo trágico
- 1938 - Juan sin miedo
- 1938 - Luna criolla
- 1938 - La rosa de Xochimilco
- 1938 - Sangre en las montañas
- 1939 - Con los dorados de Villa. Cabalgata del horror
- 1939 - Aventurero del mar, Almas en el trópico
- 1943 - San Francisco de Asís
- 1943 - Sota, caballo y rey
- 1943 - Toros, amor y gloria
- 1945 - La barraca
- 1946 - Campeón sin corona
- 1948 - ¡Ya tengo a mi hijo!
- 1949 - Confidencias de un ruletero
- 1950 - Los olvidados
- 1951 - El suavecito
- 1953 - Él
- 1954 - Robinson Crusoe
- 1955 - Espaldas mojadas
- 1959 - Nazarín
- 1959 - Dos fantasmas y una muchacha
- 1960 - The Young One
- 1962 - El ángel exterminador
- 1962 - Tlayucan
- 1963 - Tiburoneros
- 1964 - Los signos del zodiaco
- 1965 - Simón del desierto
- 1965 - Tarahumara, cada vez más lejos
- 1965 - En este pueblo no hay ladrones
- 1966 - Tiempo de morir
- 1966 - Rage
- 1968 - Corazón salvaje
- 1969 - El libro de piedra
- 1969 - Olimpiada en México
- 1970 - El tunco Maclovio
- 1972 - El rincón de las vírgenes
- 1973 - El principio
- 1974 - Fe, Esperanza y Caridad
- 1975 - Presagio
- 1978 - Pedro Páramo
- 1979 - La guerra santa
- 1984 - Veneno para las hadas
- 1986 - El imperio de la fortuna
- 1987 - Mariana, Mariana
- 1987 - El último túnel
- 1988 - Esperanza
- 1993 - Kino
- 1995 - El callejón de los milagros
- 1995 - Mujeres insumisas